# ریچارد هنسی
ریچارد هنسی (۱۷۲۰ — ۸ اکتبر ۱۸۰۰) یک افسر نظامی و تاجر ایرلندی بود که بیشتر به خاطر تأسیس برند کنیاک، هنسی در شارنت شناخته می‌شود. او اهل شهرستان کورک بود و به دلیل ژاکوبیتیسم خود به فرانسه تبعید شده بود.